# Melito di Napoli
Melito di Napoli és un municipi italià, situat a la regió de Campània i a la Ciutat metropolitana de Nàpols. L'any 2024 tenia 36.048 habitants.